# 菅原神社 (さいたま市)

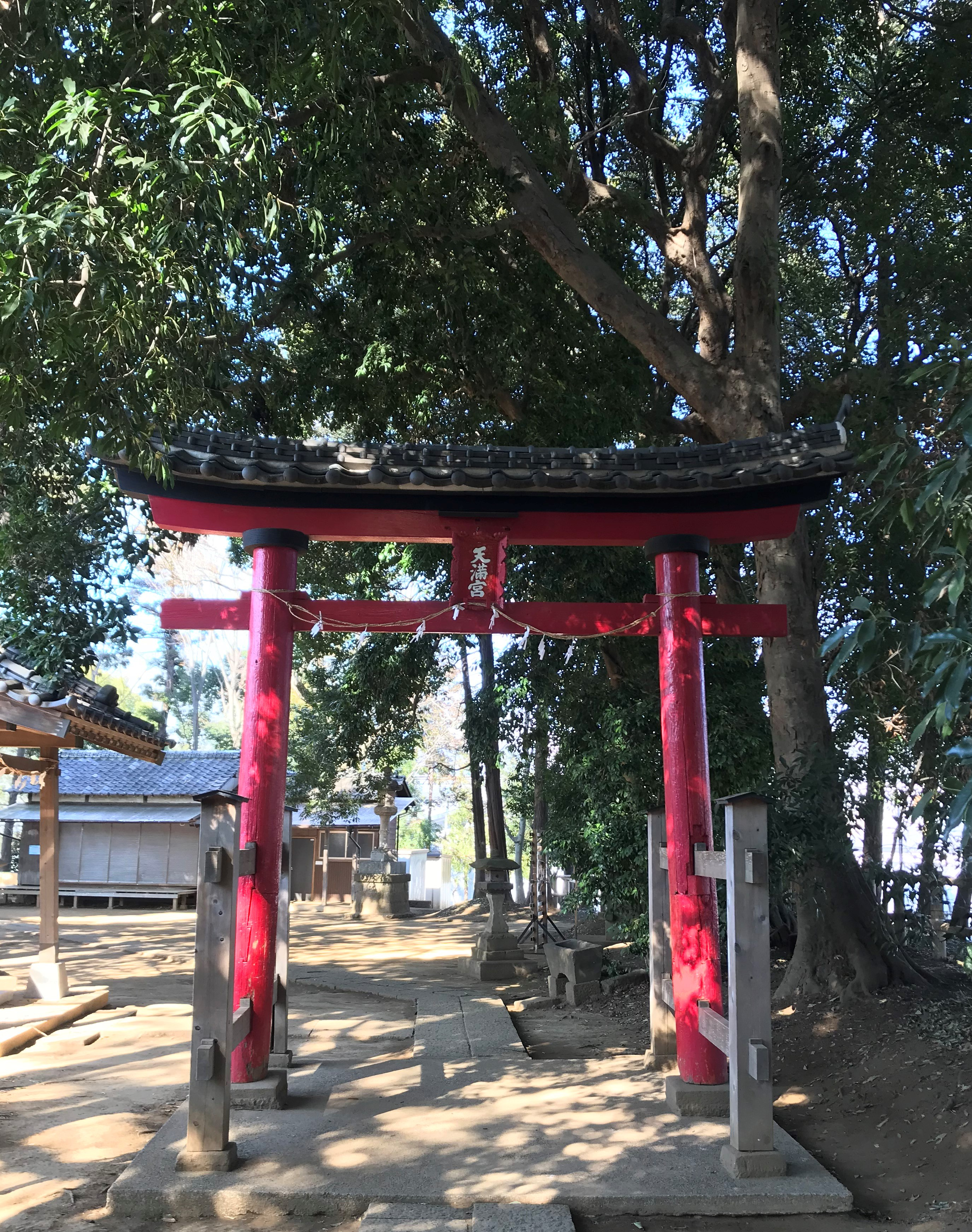
鳥居

菅原神社（すがわらじんじゃ）は、埼玉県さいたま市見沼区の神社。

## 歴史
創建年代は不明である。ただ江戸時代後期の地誌『新編武蔵風土記稿』に記載されていることから、その頃には既に存在していたものと推測される。同市同区大字南中野の正福寺が別当寺であった。
祭神は菅原道真で、神体は「天満天神座像」である。むかし見沼がその名の通り沼だった頃、この神像が水上に漂っていたところを村人が拾い上げて祀ったのが当社の起源である。ところがある日、不敬の輩が神像を持ち出し、名前を書いて、あたかもこの輩の所有物であるかのごとくされる事件があった。それ以降、秘仏ならぬ「秘神」となり、この神像を見たものは目が潰れると語り継がれることになった。
1873年（明治6年）、近代社格制度に基づく「村社」に列せられた。

## 交通アクセス
- 大和田駅より徒歩11分。